# Donji Korićani (Kneževo)
Pour les articles homonymes, voir Donji Korićani.
Donji Korićani (en serbe cyrillique : Доњи Корићани) est un village de Bosnie-Herzégovine. Il est situé dans la municipalité de Kneževo et dans la république serbe de Bosnie. Selon les premiers résultats du recensement bosnien de 2013, il compte 105 habitants.
Avant la guerre de Bosnie-Herzégovine, le village faisait entièrement partie de la municipalité de Travnik ; après la guerre, son territoire a été partiellement rattaché à la municipalité de Kneževo, intégrée à la république serbe de Bosnie.

## Démographie

### Évolution historique de la population dans la localité
| 1948 | 1953 | 1961 | 1971 | 1981 | 1991 | 2013 |
| ---- | ---- | ---- | ---- | ---- | ---- | ---- |
| 524  | 611  | 685  | 608  | 588  | 657  | 105  |

|  |

### Répartition de la population par nationalités (1991)
| Donji Korićani; 2013 : 105 habitants |              |              |              |
| Liste d'année                        | 1991.        | 1981.        | 1971.        |
| Serbes                               | 477 (72,60%) | 428 (72,79%) | 470 (77,30%) |
| Croates                              | 173 (26,33%) | 151 (25,68%) | 134 (22,04%) |
| Bosniens                             |              |              | 3 (0,493%)   |
| Yougoslaves                          | –            | 8 (1,361%)   | –            |
| Autre                                |              | 1 (0,170%)   | 1 (0,164%)   |
| Totale                               | 650          | 588          | 608          |

,,,

### Communauté locale
En 1991, Donji Korićani faisait partie de la communauté locale de Korićani qui comptait 1 412 habitants, répartis de la manière suivante :